# 積水 (恆星)
御夫座65，又名BD+37 1707，HD 57264、SAO 60010、HR 2793，是御夫座的一颗恒星，视星等为5.13，位于銀經181.57，銀緯21.58，其B1900.0坐标为赤經7h 15m 21.7s，赤緯+36° 21.58′ 55″。